# Кесадилья

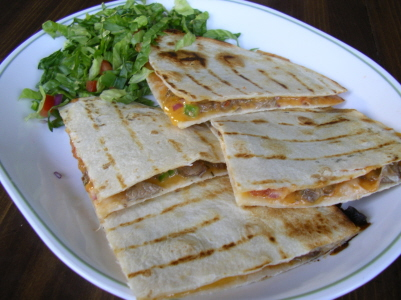
Кесадилья-синкронисада с бараниной

Кесади́лья (исп. quesadilla; от исп. queso — «сыр» и исп. tortilla — «тортилья») — блюдо мексиканской кухни, состоящее из пшеничной или кукурузной тортильи, наполненной сыром.
Для приготовления кесадильи тортилья складывается пополам, наполняется сыром и обжаривается на жару либо во фритюре до полного расплавления сыра. Традиционно в кесадилье в качестве начинки используется только сыр. Также возможно добавление в начинку мяса, чоризо, овощей, грибов, картофеля и прочих ингредиентов. В качестве распространённого гарнира к блюду могут подаваться овощной салат, гуакамоле, перец чили, кориандр и сальса.
Существует вариант кесадильи, в котором используются две тортильи, между которыми находится начинка, наподобие сэндвича. Блюдо подаётся разрезанным на ломтики и носит название «синкронисада» (исп. sincronizada).
Главное отличие от похожих блюд — буррито, чимичанга, энчилада — заключается в том, что тортилью складывают пополам, а не заворачивают в неё начинку.
В США, преимущественно в южных штатах, где кесадилья особенно популярна, существует огромное количество нетипичных для Мексики видов кесадильи: тортильи изготавливаются из чёрного теста, в качестве начинки используются морепродукты, добавляется козий сыр.

## Разновидности
Кесадильи были изменены под разные события. В Мехико кесадилья может не содержать сыр вообще. В Соединённых Штатах многие рестораны подают их в качестве закусок с добавлением собственной изюминки. Некоторые вариации используют козий сыр, чёрную фасоль, шпинат, цукини или тофу. Вариация, сочетающая ингредиенты и технику приготовления кесадильи с начинкой для пиццы, была описана как «пиццадилла».
Существуют даже десертные кесадильи, изготовляемые с использованием таких ингредиентов, как шоколад, ириски, карамель и различные фрукты.
На завтрак также готовят кесадильи, используя такие ингредиенты, как яйца, сыр и бекон.